# 足立基助
足立 基助（あだち もとすけ）は、戦国時代から安土桃山時代の武将。丹波国の国人。丹波国氷上郡山垣城主。

## 生涯
足立氏は源家4代に仕え、武蔵国足立郡を領した藤原遠元を祖とする。承元3年（1209年）に、遠元の孫・遠政が氷上郡佐治庄の地頭職として来住し、山垣城を築いたとされる。足立氏は南北朝時代中期に大いに勢力を伸ばしたが、戦国期末には赤井氏や芦田氏に押され、荻野直正の頃にはその指揮下へと入っていた。
元亀2年（1571年）11月、山垣城は山名祐豊の家臣・山名豊直に攻められたが、赤井忠家・荻野直正の来援により撃退した。この時の山垣城主は足立基晴とされる。
天正7年（1579年）5月、織田信長の部将・羽柴秀長の攻撃を受け、足立光永の守る遠坂城とともに山垣城は落城。城主の基助は討死した。
370年にわたる拠点を失った足立氏は離散したが、故郷に戻った子孫は栄え、氷上郡（現在の丹波市）で最も人口の多い名字が足立姓であるといわれる。